# Chevières
Chevières település Franciaországban, Ardennes megyében. Lakosainak száma 46 fő (2022. január 1.). Chevières Champigneulle, Marcq, Saint-Juvin, Senuc és Grandpré községekkel határos.

## Népesség
A település népességének változása:
| Lakosok száma | 62   | 58   | 51   | 50   | 49   | 47   | 45   | 45   | 45   | 46   |
|               | 1968 | 1982 | 1990 | 2006 | 2013 | 2015 | 2017 | 2019 | 2020 | 2022 |